# Saint-Marceau, Ardennes
 Saint-Marceau  là một xã ở tỉnh Ardennes, thuộc vùng Grand Est ở phía bắc nước Pháp.